# Soccer Bowl
Il Soccer Bowl fu, dal 1975 al 1983, la finale del campionato di calcio della North American Soccer League, la Lega che dal 1968 al 1984 organizzò il torneo di vertice del Nord America. La squadra vincitrice del Soccer Bowl si fregiava del titolo di campione nordamericana.
L'idea della finale in gara unica e in campo neutro fu dell'allora direttore generale della NASL, Phil Woosnam, che volle dar vita a un evento mediatico simile a quello già organizzato dalla Lega di football americano, la National Football League, la quale assegnava il titolo nella finale chiamata Super Bowl.
A differenza del Super Bowl, le finali della NASL non furono indicate con numeri ordinali (es Super Bowl IV), ma con le ultime due cifre dell'anno (es. Soccer Bowl '77).
La formula, inaugurata nel 1975, durò fino al 1983; poi, per problemi economici legati all'impossibilità di trovare una rete a cui vendere i diritti di diffusione televisiva dell'incontro, nel 1984 (in quello che fu, comunque, l'ultimo anno di attività di tale Lega) la NASL decise di tornare alla formula che assegnava il titolo alla vincitrice di due gare di finale su tre.
Il periodo di maggior successo del Soccer Bowl fu nella seconda metà degli anni settanta: la finale del 1978, che vide i Cosmos battere nel proprio stadio i Tampa Bay Rowdies, registrò più di 73.000 presenze sugli spalti, per quella che è tuttora una delle più alte affluenze per gare calcistiche di club negli Stati Uniti. Proprio nel 1978 al calciatore Italiano Giuseppe Wilson  venne assegnato il trofeo "Miglior giocatore del Soccer Bowl"

## I risultati del Soccer Bowl
| Stagione | Campione               | Risultato | Finalista                | Sede                | Data              | Spettatori |
| -------- | ---------------------- | --------- | ------------------------ | ------------------- | ----------------- | ---------- |
| 1975     | Tampa Bay Rowdies      | 2 - 0     | Portland Timbers         | San Jose, CA        | 24 agosto 1975    | 17.483     |
| 1976     | Toronto Metros-Croatia | 3 - 0     | Minnesota Kicks          | Seattle, WA         | 28 agosto 1976    | 14.609     |
| 1977     | New York Cosmos        | 2 - 1     | Seattle Sounders         | Portland, OR        | 28 agosto 1977    | 35.548     |
| 1978     | New York Cosmos        | 3 - 0     | Tampa Bay Rowdies        | East Rutherford, NJ | 27 agosto 1978    | 73.064     |
| 1979     | Vancouver Whitecaps    | 2 - 1     | Tampa Bay Rowdies        | East Rutherford, NJ | 8 settembre 1979  | 64.045     |
| 1980     | New York Cosmos        | 3 - 0     | Fort Lauderdale Strikers | Washington, D.C.    | 21 settembre 1980 | 56.768     |
| 1981     | Chicago Sting          | 1 - 0*    | New York Cosmos          | Toronto, ON         | 26 settembre 1981 | 36.099     |
| 1982     | New York Cosmos        | 1 - 0     | Seattle Sounders         | San Diego, CA       | 18 settembre 1982 | 20.044     |
| 1983     | Tulsa Roughnecks       | 2 - 0     | Toronto Blizzard         | Vancouver, BC       | 1º ottobre 1983   | 58.452     |

* Dopo gli tempi supplementari e shootout (r.f. 0-0)